# Кінематична пара
Кінемати́чна па́ра — рухоме сполучення двох жорстких (твердих) ланок, що накладає обмеження на їх відносний рух умовами накладеної в'язі. Кожна з умов в'язі усуває один ступінь свободи, тобто можливість одного з 6 незалежних відносних рухів у просторі. В прямокутній системі координат можливі 3 поступальних рухи (в напрямку 3-х осей координат) і 3 обертальних (навколо цих осей). 

## Класифікація кінематичних пар
За числом умов в'язей S у теорії машин і механізмів кінематичні пари поділяються на 5 класів. Число ступенів свободи кінематичної пари W = 6 — S. У кожному класі кінематичні пари поділяються на види за можливими видами відносного руху ланок.
За видом контакту між ланками кінематичні пари поділяються на:
- вищі (контакт у точці або по лінії);
- нижчі (контакт по поверхні).

| Клас | Число в'язей | Число ступенів свободи | I вид        | I вид       | I вид        | II вид       | II вид      | II вид       | III вид      | III вид     | III вид      |
| ---- | ------------ | ---------------------- | ------------ | ----------- | ------------ | ------------ | ----------- | ------------ | ------------ | ----------- | ------------ |
| p1   | 1            | 5                      | число рухів  | обертальних | поступальних |              |             |              |              |             |              |
| p1   | 1            | 5                      | вільних      | 3           | 2            |              |             |              |              |             |              |
| p1   | 1            | 5                      | зафіксованих | 0           | 1            |              |             |              |              |             |              |
| p2   | 2            | 4                      | число рухів  | обертальних | поступальних | число рухів  | обертальних | поступальних |              |             |              |
| p2   | 2            | 4                      | вільних      | 3           | 1            | вільних      | 2           | 2            |              |             |              |
| p2   | 2            | 4                      | зафіксованих | 0           | 2            | зафіксованих | 1           | 1            |              |             |              |
| p3   | 3            | 3                      | число рухів  | обертальних | поступальних | число рухів  | обертальних | поступальних | число рухів  | обертальних | поступальних |
| p3   | 3            | 3                      | вільних      | 3           | 0            | вільних      | 2           | 1            | вільних      | 1           | 2            |
| p3   | 3            | 3                      | зафіксованих | 0           | 3            | зафіксованих | 1           | 2            | зафіксованих | 2           | 1            |
| p4   | 4            | 2                      | число рухів  | обертальних | поступальних | число рухів  | обертальних | поступальних |              |             |              |
| p4   | 4            | 2                      | дозволених   | 2           | 0            | дозволених   | 1           | 1            |              |             |              |
| p4   | 4            | 2                      | зафіксованих | 1           | 3            | зафіксованих | 2           | 2            |              |             |              |
| p5   | 5            | 1                      | число рухів  | обертальних | поступальних | число рухів  | обертальних | поступальних | число рухів  | обертальних | поступальних |
| p5   | 5            | 1                      | дозволених   | 1           | 0            | дозволених   | 0           | 1            | дозволених   | 1           | 1            |
| p5   | 5            | 1                      | зафіксованих | 2           | 3            | зафіксованих | 3           | 2            | зафіксованих | 2           | 2            |

## Приклади реалізації кінематичних пар
Обертальна пара — клас 5, допускає лише відносний обертальний рух ланок навколо осі. Ланки пари стикаються по циліндричній поверхні, отже, це нижча пара, замкнута геометрично. Роль такої кінематичної пари виконує і складніша конструкція - підшипник кочення.
Поступальна пара —  клас 5, з геометричним замиканням, нижча, допускає лише прямолінійний поступальний відносний рух ланок.
Циліндрична пара —  клас 4, з геометричним замиканням, нижча, допускає незалежний обертальний і поступальний відносний рух ланок.
Сферична пара — клас 3, з геометричним замиканням, нижча, допускає три незалежні відносні обертання ланок навколо осей x, y, z.
Сферична пара з пальцем — клас 4, з геометричним замиканням, нижча, допускає два незалежні відносні обертання ланок навколо осей, що визначаються прорізом і пальцем (доданим до сферичної пари).
Гвинтова пара — клас 5, з геометричним замиканням, нижча, допускає відносний гвинтовий рух ланок з постійним кроком. Кутові і лінійні переміщення ланок гвинтової пари мають однозначну відповідність, внаслідок чого залишається тільки один ступінь свободи.
Плоска пара — клас 3, циліндр-площина — 2 клас і сфера-площина — 1 клас, пари використовують силове замикання, причому перша з них нижча, а дві інші вищі. Ці пари практично не застосовуються в реальних механізмах і описані в цьому огляді для повноти представлення класифікації кінематичних пар.
Зв'язана система кінематичних пар утворює кінематичний ланцюг, на основі якого реалізуються механізми.

Обертальна пара
Поступальна пара
Циліндрична пара
Сферична пара
Сферична пара з пальцем
- Гвинтова пара
- Плоска пара
- Сфера-площина

## Дивись також
Механізм

Машина

Кінематичний ланцюг

Принципова кінематична схема